# Polygonia vilarrubiai
Polygonia vilarrubiai är en fjärilsart som beskrevs av Perez de-gregorie och Masó Planas 1976 [1977. Polygonia vilarrubiai ingår i släktet Polygonia och familjen praktfjärilar. Inga underarter finns listade i Catalogue of Life.